# واسط (مأرب)
واسط هي إحدى قرى الجمهورية اليمنية. تتبع جغرافيا لمحافظة مأرب و إداريًا لمديرية الجوبة. يبلغ تعداد سكانها 1669 نسمة حسب الإحصاء الذي أجري عام 2004.